# Bernard Brégeon
Bernard Brégeon   (Suresnes, 6 de juliol de 1962) és un piragüista francès, ja retirat, que va competir durant la dècada de 1980.
El 1984 va prendre part en els Jocs Olímpics d'Estiu de Los Angeles, on va disputar dues proves del programa de piragüisme. Fent parella amb Patrick Lefoulon va guanyar la medalla de plata en la prova del K-2 1.000 metres, mentre en el K-1 500 metres guanyà la de bronze. Quatre anys més tard, als Jocs de Seül, quedà eliminat en sèries en la prova del K-2 500 metres.
En el seu palmarès també destaquen tres medalles al Campionat del Món en aigües tranquil·les, una d'or, una de plata i una de bronze, entre les edicions de 1982 i 1986.